# Erste Marokkokrise

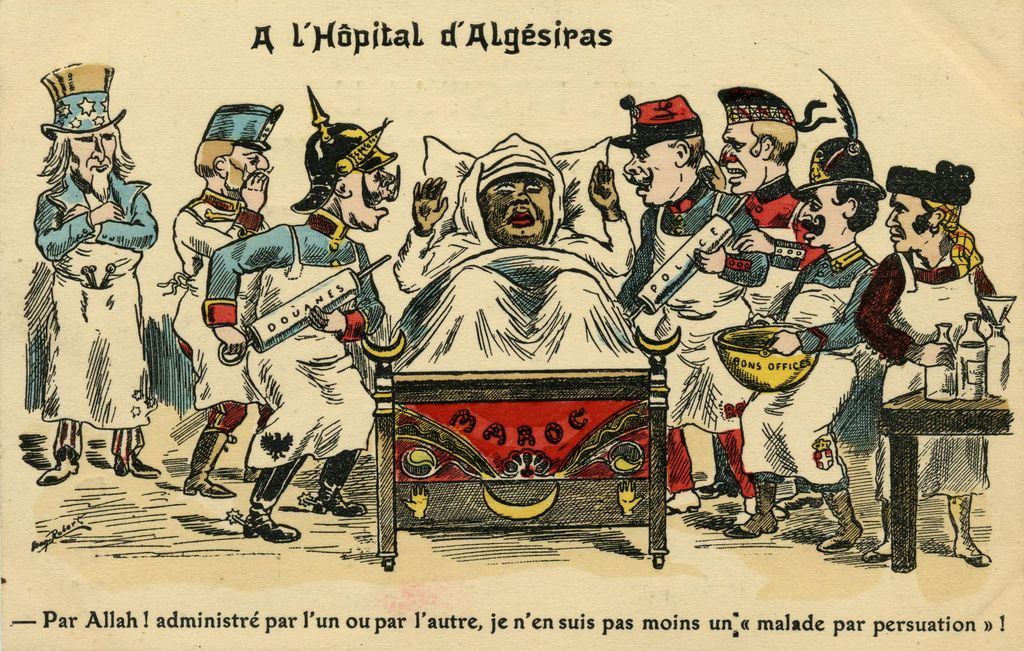
„Im Krankenhaus von Algeciras“: Französische antideutsche Postkarte zur Marokko-Krise, 1906

Die Erste Marokkokrise (1905–1906) war ein internationaler Spannungszustand, ausgelöst durch die Rivalität Frankreichs und des Deutschen Reiches um den Einfluss in Marokko. Frankreich versuchte sich dabei als beherrschender Machtfaktor in Marokko zu etablieren, während das Deutsche Reich darauf bestand, allen interessierten Mächten den Zugang nach Marokko zu eröffnen (Politik der offenen Tür). Zwar gelang es der deutschen Politik, eine internationale Konferenz in Algeciras durchzusetzen, Deutschland war im Kreis der Großmächte allerdings isoliert. Die Entente, das Bündnis zwischen Großbritannien und Frankreich, zeigte sich dagegen gefestigt. Der Schlussvertrag der Konferenz konnte zwar die deutschen wirtschaftlichen Interessen sichern; faktisch hatte jedoch Frankreich den Vorteil aus der Krise gezogen, da es seine politische Macht in Nordafrika ausbauen konnte.

## Vorgeschichte
Ende des 19. Jahrhunderts war Marokko von der direkten Kolonialisierung noch weitgehend verschont geblieben. Erst 1880 verständigten sich die europäischen Großmächte mit der Madrider Konvention zur vertraglichen Sicherung der „Politik der offenen Tür“. Um die Jahrhundertwende schließlich glich Marokko in etwa dem semi-kolonialen Status Chinas. Seine Souveränität war durch Vertragshäfen oder Konsulargerichtsbarkeit ausgehöhlt. Zu den wichtigsten Handelspartnern Marokkos zählte neben der alten Kolonialmacht Spanien allen voran das britische Empire (es galt damals als stärkste See- und zugleich Weltmacht und praktizierte bis etwa 1902 die Splendid isolation). Zudem galten aber auch Frankreich und zunehmend das Deutsche Reich als wichtige Handelspartner. Marokko hat östlich der strategisch wichtigen Straße von Gibraltar eine Mittelmeerküste und westlich davon eine lange Atlantikküste; beide zusammen sind etwa 1835 km lang.

## Interessen in Marokko

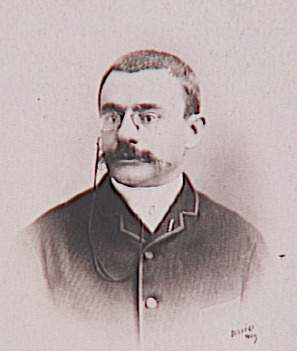
Théophile Delcassé

Mit dem Regierungsantritt des reformfreudigen Sultans Abd el-Aziz im Jahr 1900 in Marokko versuchte Frankreich, seinen Einfluss in Nordafrika vom angrenzenden Algerien nach Westen hin zu erweitern. Das langfristige Ziel sollte dabei ein französisch beherrschter Maghreb sein. Dafür sollte der Vertrag von Madrid weitgehend aufgelöst und die marokkanische Herrschaft zunächst im Grenzgebiet zu Algerien aufgeweicht werden. Der französische Außenminister Théophile Delcassé erkannte im Deutschen Reich nur ein marginales Problem bei der Erreichung seiner Ziele. Die politischen Interessen Deutschlands in Marokko wurden als sehr gering eingestuft, man hoffte durch territoriale Zugeständnisse in anderen Teilen Afrikas einen Ausgleich erzielen zu können.
Das Deutsche Reich, welches Signatarmacht des Madrider Abkommens war und somit ein Mitspracherecht über künftige Regelungen hatte, bekundete dagegen nur ein ökonomisches Interesse an Marokko. Zwar war das Handelsvolumen verschwindend gering, doch war man im Auswärtigen Amt der Auffassung, der deutschen Stellung als Großmacht wäre am besten gedient, wenn man weiter in Marokko präsent bliebe, um zu gegebener Zeit hier einen eigenen Vorteil generieren zu können. Ende 1902 sollten sich die deutsch-französischen Beziehungen wegen Marokko dann tatsächlich verschlechtern. Dies kann man zum einen in dem wachsenden deutschen Interesse an der Region begründen. So wurde von Alldeutschen und der Kolonialgesellschaft eine deutsche „Marokko Gesellschaft“ gegründet, welche positive Stimmung für größeren Einfluss in Nordafrika machen sollte. Zum anderen schloss Frankreich das Deutsche Reich in seinen Gesprächen mit Italien und Spanien demonstrativ von der Teilnahme aus. Selbst als man in Berlin im Herbst 1903 von einem spanisch-französischen Teilungsvertrag erfuhr, welcher den französischen Interessen in Marokko zugutekam, beschränkte sich Friedrich von Holstein im Sinne von Kaiser und Reichskanzler auf eine zurückhaltende Politik. Gegenüber dem spanischen König lehnte Wilhelm II. 1904 deutsche Territorialambitionen in Marokko gar vollends ab und beharrte lediglich auf seinem Anspruch nach Handelsfreiheit sowie der Berücksichtigung bei der Vergabe von Eisenbahnkonzessionen. Hintergrund dabei war der Wille zu einem Ausgleich mit Frankreich und die Vermeidung weiterer Krisen. Zudem sollte Spanien zu einem guten Einvernehmen mit Frankreich in der marokkanischen Frage ermuntert werden.

## Die Krise 1904

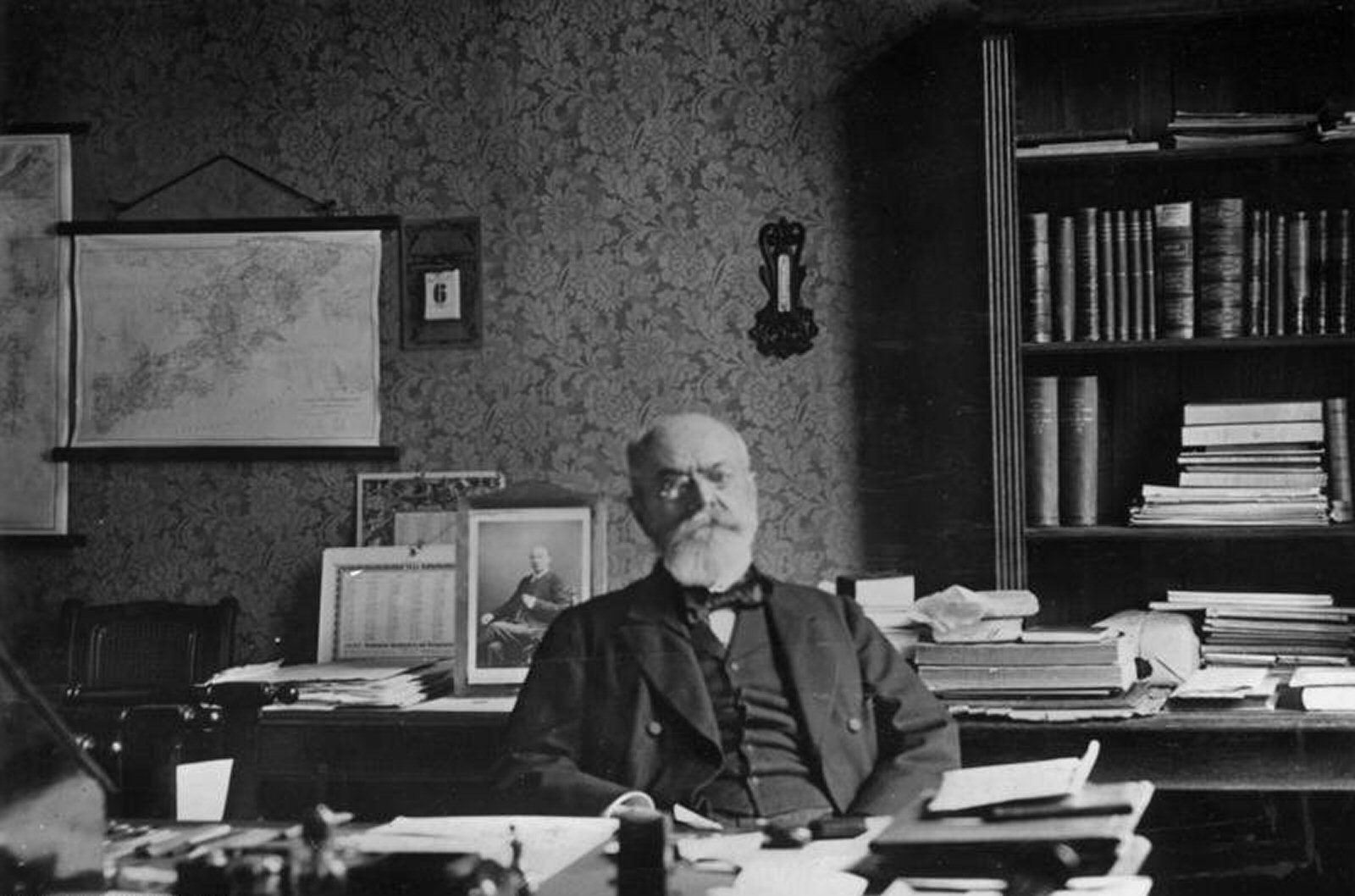
Friedrich von Holstein

Mit Ausbruch des Russisch-Japanischen Kriegs im Februar 1904 und dem Abschluss der Entente Cordiale zwischen Frankreich und Großbritannien am 8. April 1904 veränderte sich das europäische Machtgefüge fundamental. Mit dem englisch-französischen Kolonialausgleich war die Freihandelspolitik offenbar gescheitert. In der Wilhelmstraße wurde überlegt, wie man auf die französisch-britische Annäherung reagieren sollte, ohne selbst an politischem Handlungsspielraum zu verlieren und außenpolitisch isoliert zu werden. Nach den schweren Niederlagen Russlands im Sommer 1904 und den scharfen Spannungen zwischen London und St. Petersburg nach dem Doggerbank-Zwischenfall (Oktober 1904) wurde Russland als ein möglicher Partner weiter interessant. Delcassé versuchte, jegliche internationalen Spannungen von Marokko fernzuhalten, um den politischen Status quo zu zementieren und die pénétration pacifique (friedliche Durchdringung) des Landes hin zu einer Teilung vorzubereiten. Auch Kaiser Wilhelm entschied sich entgegen starken Stimmen der Alldeutschen und des Auswärtigen Amtes in Nordafrika weiterhin für eine zurückhaltende Politik. Zum Jahresende schließlich lehnte Sultan Abd el-Aziz trotz französischer Drohungen ein von Paris vorgesetztes Reformprogramm ab, welches den Weg zum Protektorat ebnen sollte.

## Die Krise 1905

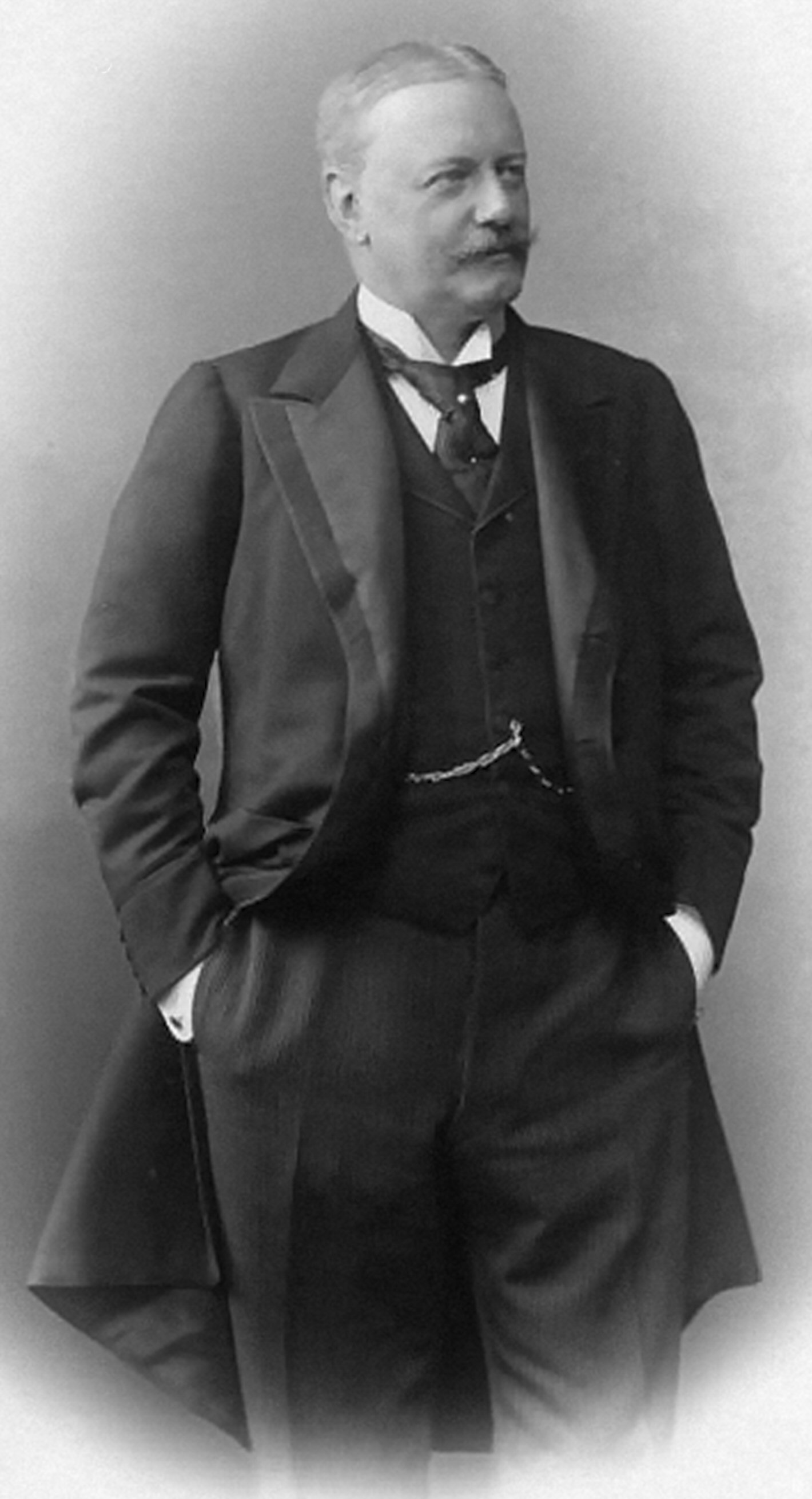
Reichskanzler Bülow

Zu Beginn des neuen Jahres führte der französische Gesandte in Tanger, Saint René-Taillandier, erneut Gespräche am Hof des Sultans über das Reformprogramm. Die Tatsache, dass Frankreich hier als „Mandatar Europas“ auftrat, trug weiter zum deutschen Misstrauen gegen die französische Politik bei. Aber auch die neue, mit deutscher Unterstützung formulierte Zurückweisung der Reformwünsche stellte eine Brüskierung französischer Ambitionen dar. Der Keim zur krisenhaften Entwicklung war längst gelegt.
Nach dem Scheitern deutscher Bündnisverhandlungen mit Russland Anfang des Jahres 1905 betrachtete man die internationale Lage von Berlin aus weiter mit Sorge (Einkreisung). Die Absage eines Bündnisses wurde als Prestigeverlust wahrgenommen, den es auszugleichen galt. Reichskanzler Bülow hielt daher ein scharfes Vorgehen gegen Frankreich für notwendig, war sich aber bewusst, dass dieses kaum militärisch erfolgen konnte. Allein der Hererokrieg seit Januar 1904 war in der deutschen Öffentlichkeit relativ unpopulär, ferner teuer und mahnte vor einem weiteren kolonialen Abenteuer. Am 15. März 1905 gab Bülow im Reichstag schließlich bekannt, dass das Reich Schritte zur Verteidigung der Wirtschaftsinteressen in Marokko unternehmen werde. Wilhelm II., der dem Projekt skeptisch gegenüberstand, konnte dazu überredet werden, während seiner traditionellen Mittelmeerreise den politisch gewünschten Besuch in Marokko durchzuführen. International verbreitete sich diese Nachricht rasend und man erwartete mit Spannung das Auftreten des Kaisers. Während sich die deutsche Politik konsequent bemühte, die Kontinuität der Marokkopolitik sowie die Normalität des Tangerbesuchs zu betonen, wurde Marokko zum Austragungsort für grundsätzliche Streitfragen zwischen Deutschland und Frankreich.

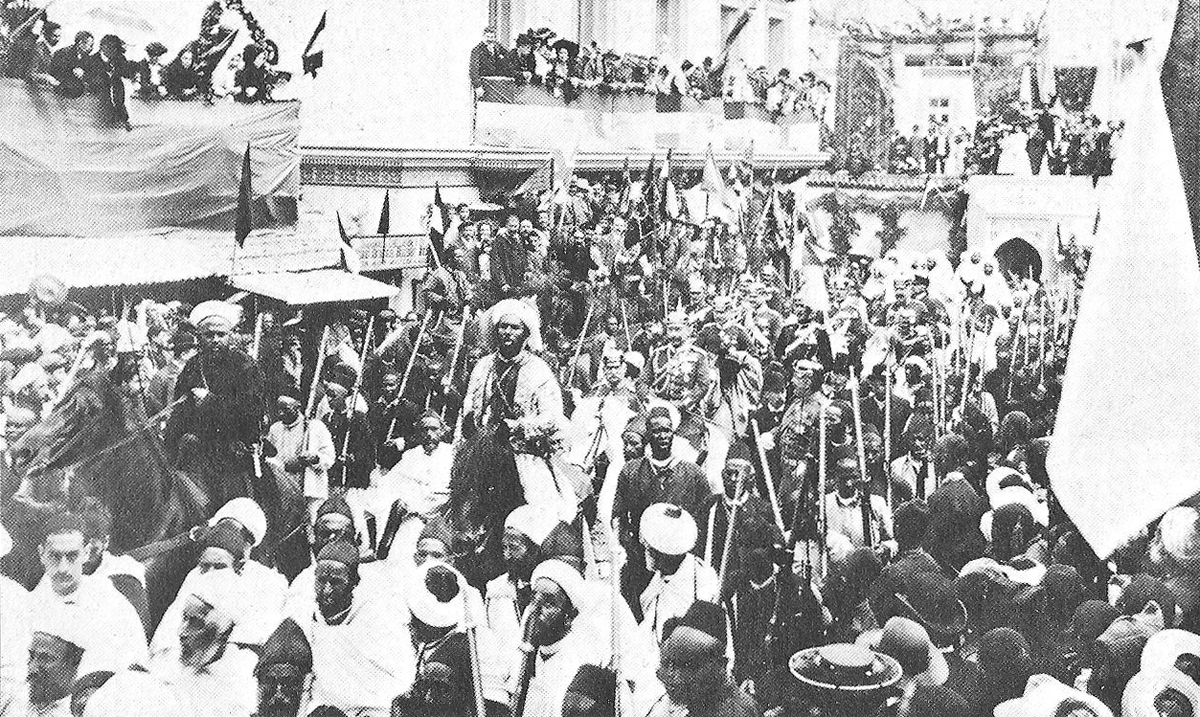
In Tanger erklärte sich Kaiser Wilhelm II. 1905 zum Beschützer der Unabhängigkeit Marokkos

Der Besuch Tangers erfolgte am 31. März 1905. Er verlief an sich ohne Eskapaden des Kaisers. Obwohl er während seiner Kreuzfahrt auf dem Schiff Hamburg in fünf Telegrammen von Bülow beschworen wurde, sich unbedingt an Land zu zeigen, zögerte er bei seiner Ankunft und konnte erst durch den an Bord gekommenen deutschen Geschäftsträger Richard von Kühlmann zu einem Landgang bewegt werden. So traf er mit dem Sultan zusammen und bestieg ebenso wie seine Begleitung dessen Berberhengste. Lediglich auf die Grüße des französischen Gesandten reagierte er forsch und stellte weiter die Interessen Deutschlands an freiem Handel sowie der Souveränität Marokkos fest. Allerdings wurden diese Worte in der Presse stark überspitzt (also als weitaus schärfer publiziert als sie waren). Diese Überspitzungen wurden auch in Frankreich bekannt und führten zu einer größeren Beunruhigung.

## Die Konferenz von Algeciras 1906
Nach dem Kaiserbesuch wurde auch das Auswärtige Amt aktiv und formulierte gegenüber dem Kaiser folgende Richtlinien zur deutschen Marokkopolitik:
1. Verzicht auf territoriale Ambitionen,
2. Forderung nach ökonomischer Parität und
3. Einberufung einer internationalen Konferenz über die Frage der marokkanischen Reformen.

Gerade durch die Einberufung einer Konferenz wollte man die eigene Position stärken. Würde Frankreich einer Konferenz nicht zustimmen, würde es sich völkerrechtlich selbst gegenüber den anderen Signatarmächten ins Unrecht setzen. Wenn es aber zur Konferenz käme, hielt es Holstein für höchst unwahrscheinlich, dass Frankreich seine Position in Marokko gegen das Votum Deutschlands und, wie erwartet wurde, der USA (regiert von Theodore Roosevelt) aufrechterhalten könne. Daraus resultierend wäre Frankreich demonstriert worden, dass trotz aller bilateraler Abkommen an Deutschland kein Weg vorbeiführe und die neuen Möglichkeiten der Entente Cordiale nur sehr eingeschränkt wären. Auf deutscher Seite kalkulierte man das Risiko eines Krieges bewusst ein, um Frankreich per Druck zum Einlenken in der Konferenzfrage zu bewegen. Dies war ob der französisch-britischen Annäherung natürlich äußerst riskant, versicherte England doch, Frankreich mittelbar oder unmittelbar zu unterstützen.
Schließlich fand die internationale Konferenz vom 16. Januar bis zum 7. April 1906 im Hotel Reina Christina in Algeciras in Spanien statt. Allerdings ging das Kalkül der deutschen Politik nicht auf: lediglich der Zweibund-Partner Österreich-Ungarn unterstützte das Deutsche Reich weitestgehend. Zwar wurden die allgemeine Handelsfreiheit und die Souveränität Marokkos formell anerkannt, doch bekam Frankreich das Zugeständnis, gemeinsam mit Spanien die marokkanische Polizei sowie die Staatsbank verwalten zu dürfen. Somit wurde Frankreich direkter Schuldenverwalter Marokkos. Unter spanische Kontrolle kamen Tetuan und Larache, an Frankreich fielen Rabat, Safi, El Jadida und Essaouira, während Polizisten beider Länder Tanger und Casablanca überwachen sollten.
Die Konferenzergebnisse wurden in der „Algeciras-Akte“ zusammengefasst, die am 7. April 1906 unterschrieben wurde. Darin erhielt die neutrale Schweiz das Mandat, den Generalinspektor der marokkanischen Polizei zu bestellen, sowie durch ihr Bundesgericht gewisse Rechtsfälle beurteilen zu lassen.

## Folgen der Ersten Marokkokrise
In und vor allem nach der Ersten Marokkokrise stand das Deutsche Reich international
isoliert da. Das Ziel, die französisch-britische Annäherung zu beenden, wurde nicht erreicht und die Entente Cordiale zeigte sich gefestigt. Frankreich zog faktisch den Vorteil aus der Krise und verfolgte weiter sein Ziel des Kolonialerwerbs in Marokko. Die Spannungen blieben, woraus schließlich die Zweite Marokkokrise resultierte.